# Hrvatsko Kraljevstvo
Hrvatsko Kraljevstvo ili Kraljevina Hrvatska (925.-1918.) nazivi su za povijesnu hrvatsku državu od njene afirmacije na razini međunarodno priznate kraljevine, do njenog ukinuća osnivanjem Kraljevine Srba Hrvata i Slovenaca - kao posve nove države - 1918. godine. 1925. godine je u Hrvatskoj bila obilježena tisućita godišnjica Hrvatskog kraljevstva, a 2025. godine se obilježava 1100. obljetnica Hrvatskoga Kraljevstva.

### Propast vlasti Rimskog Carstva na istočnoj obali Jadrana
Nakon što je Rimsko Carstvo uspostavilo na području od istočne obale Jadrana do rijeke Save provinciju Dalmaciju naseljenu djelomično romaniziranim stanovništvom koje je potjecalo od plemena Delmata (Dalmata), Liburna, Japoda i drugih naroda koje su Rimljani kolektivno nazivali "Iliri" (te o čijem je jeziku i kulturi ostalo tek vrlo malo tragova), od 7. stoljeća prodiru na to područje Avari, stepski narod koji je centar svojega života uspostavio u obližnjoj Panonskoj nizini. Uz dolazak Avara koji ruše strukture Rimskog društva vezuju se i početci doseljavanja Slavena u Dalmaciju, a Istočno Rimsko Carstvo zadržava vlast nad nekim jadranskim otocima i gradovima na dalmatinskoj obali. Car Bazilije I. (867.-886.) mora uputiti dalmatinske gradove da danak umjesto Bizantu plaćaju Hrvatima, ostajući pod tek slabijim vrhovništvom Istočnog Rimskog Carstva.

### Rana hrvatska država oko Trpimirovića: 9. stoljeće
Od početka 9. stoljeća bilježi se jačanje velikaške kuće Trpimirovića u današnjoj sjevernoj Dalmaciji, koje područje tada nosi naziv "Hrvati". Trpimirovići uspješno preuzimaju elemente kasnoantičke kršćanske civilizacije, te tako u prostranom antičkom imanju u Stombratama kod Splita uspostavljaju važan feud koji obuhvaća i autohtono lokalno romanizirano stanovništvo; u do danas sačuvanoj crkvi čuva se spomen o podizanju kamenog ciborija "temporibus Misclavo duce" tj. u vrijeme Trpimirovog prethodnika kneza Mislava (835.-845). Oko Trpimirovića i s njima povezanog plemstva uspostavlja se Srednjovjekovna hrvatska država, čija vlast s vremenom obuhvaća i Slavoniju -  dijelove nekadašnje rimske provincije Panonije između rijeke Save i Drave, čije ime indicira da ondje sada obitava stanovništvo slavenskog jezika.
Papa Ivan VIII. (papa koji je da potporu sv. Ćirilu i Metodiju) tijekom svojeg desetgodišnjeg pontifikata (872.-882.) razmjenjuje pisma redom s hrvatskim knezovima Domagojem, Zdeslavom i Branimirom; dodatno šalje hrvatskom narodu i svećenstvu 10 pisama - što sve svjedoči da hrvatska država već u njegovo vrijeme biva sagledavana kao čimbenik s kojim valja računati u poslovima tadašnjeg kršćanskog (europskog) svijeta.

### Uzdignuće na status kraljevstva, oko 925.: Tomislav
U pismu pape Ivana X. kralju Tomislavu, zahumskom knezu Mihajlu, svećenstvu i puku iz 925. godine se govori o "narodu koji boravi u Slavoniji i Dalmaciji", čiji se kralj naslovljava kao "kralj Hrvata". Kraljem se Tomislava titulira potom i u zaključcima Splitskog Crkvenog sabora održanog iste godine.
Trpimirovići nastavljaju vladati Hrvatskom, sada kao kraljevi: za Stjepana Držislava (969.-997.) se drži da je od rimskog (bizantskog) Cara primio kraljevsku krunu i da je na početku svoje vladavine okrunjen. Na nadgrobnoj ploči njegove majke Jelene (prva poimence pouzdano poznata hrvatska kraljica) u predvorju crkve sv. Stjepana na Otoku u Solinu, oslovljavaju se kako njen muž Mihael (Krešimir), tako k sin Stjepan (Držislav) kraljevskim naslovom. Kralj Krešimir III. (1000.- oko 1030.) je u dobrim odnosima s bizantskim neprijateljima Bugarima pod Samuilom, a uspostavlja i savez s odnedavno kristijaniziranim Ugarskim kraljevstvom pod Stjepanom I. Arpadovićem, koji mu potvrđuje pravo na Slavoniju. Stjepanov sin Petar Krešimir IV. (1058.-1074.) ponovno uspostavlja vlast Hrvatske nad zaleđem Dubrovnika, a u vrijeme dok je Bizant zauzet ratovanjem s Turcima Seldžucima i Normanima, predaje Petru Krešimiru IV. vlast nad dalmatinskim gradovima. Nakon znatnih sukoba oko nasljeđivanja prijestolja po smrti Krešimira IV., kraljem postaje Dmitar Zvonimir (1075.-1089.), koji uspješno vlada u čvrstom savezu s Ugrima. Kao vazal pape Grgura VII. i  u savezništvu s Normanima pod Robertom Guiscardom, ratuje s Mlečanima i Bizantom: u tom sukobu stanovnici dalmatinskih gradova prvi puta ratuju protiv svog ranijeg višestoljetnog vrhovnog gospodara, Bizanta. Iz braka s Jelenom Lijepom, sestrom ugarskog kralja Ladislava, Zvonimir nema djece; što daje mjesta ponovnim dinastičkim borbama nakon njegove smrti - koje u svoju korist usmjeravaju ugarski Arpadovići. Ugarski kralj Koloman (koji Ugarskom vlada od 1074. do 1116. godine) okrunjen je 17. svibnja 1102. godine u Biogradu na Moru i za hrvatskog kralja.

### Personalna unija s Ugarskom: kralj Koloman, 1102.
Od 1102. god. je Hrvatska u personalnoj uniji s Ugarskom - tj. imaju ta dva kraljevstvo odvojene zakonodavne i druge strukture, ali zajedničku krunu i monarha. Nakon Kolomana, jedino još njegov sin Stjepan II. je zasebno krunjen za kralja Hrvatske, a potom se smatralo da primanjem krune svetog Stjepana postaje mađarski kralj ujedno i kraljem Hrvatske. Od 1527. god. krunom svetog Stjepana se krune monarsi iz kuće Habsburg, čiji pripadnici vladaju i drugim zemljama u Europi, najprije kao carevi Svetog Rimskog Carstva (njemačke narodnosti) i, a potom (od 1804. godine) kao carevi manjeg Austrijskog Carstva: ugarsko-hrvatsko kraljevstvo čitavo vrijeme nakon 1527. zadržava zasebni subjektivitet i ne smatra ga se dijelom Svetog Rimskog Carstva.
Područje sjeverno od Gvozda (prema Gáboru Szeberényiju, današnje ime te planine je Mala Kapela; ona se proteže na sjeveru Like), s imenom "Slavonija", je u bliskijem odnosu s Ugarskom, ali ima hrvatsko plemstvo, te se i etnički i jezično razlikuje od susjednih mađarskih područja. Ugarski kraljevi se upravu cijelog tog područja povjeravali banovima - koji se hrvatski državni naziv nije koristio u drugim dijelovima Ugarske. Bio je običaj da ugarski prjestolonasljednik s titulom hercega upravlja kako Slavonijom, tako i Hrvatskom i Dalmacijom. Slavonija se poklapala s područjem Zagrebačke biskupije, osnovane u 11. stoljeću.
Pred nadirućim Osmanskim carstvom, mlado Bosansko Kraljevstvo pada 1463. godine, a Hrvatska - kao i Ugarska - dolazi u izrazito tešku poziciju, koju kralj Matijaš Korvin nastoji popraviti potiskujući Turke iz krajeva nedavno osvojenih Bosanskog Kraljevstva i Srpske Despotovine (1402.-1459.). Odmah 1463.-1464. osvaja područja oko Jajca i osniva ondje vojno uređenu Jajačku Banovinu, potom dalje potiskuje Osmanlije osnivajući redom Srebreničku, Šabačku (1476. god.), Beogradsku i (istočno od Beogradske) Severinsku banovinu. Međutim je ratovanje s moćnim Osmanlijama teško: 1512. godine pada Srebrenička banovina, 1513.-1514. god. Karin i Korlat u sjevernoj Dalmaciji, 1521. Šabac i Beograd, 1522. Knin. Uoči Mohačke bitke 1526. god. u Dalmaciji su pod vlašću ugarsko-hrvatskog kralja još samo Obrovac i Klis, na području Jajačke banovine ostaje tek ponešto teritorija. Hrvatski plemići sebe nazivaju "predstavnicima nesretne kraljevine Hrvatske" ("infelix regnum Croatiae representantes") i "ostacima plemstva naše Kraljevine Hrvatske ("reliquia nobilium Regni nostri Croatiae"). Venecija procjenjuje da će svoja područja uz Jadran najbolje održati pomažući ugarsko-hrvatskom kralju da brani svoje područje od Turaka, te od 1501. god. plaćaju ugarsko-hrvatskom kralju Vladislavu II. značajnu novčanu pomoć, uz jedinu obvezu kralja da od Turaka brani područje vlastite države. Od 1522. god. šalje Ferdinand I. Habsburški vojne postroje iz susjednih svojih zemalja, da pomognu obrani Hrvatske - a u svrhu obrane Kranjske, Koruške i Štajerske od turskih provala.
Krajem 15. i početak 16. stoljeća, Hrvatska ipak ostaje uključena u europske kulturalne trendove toga doba. Tako se u Kosinjskoj tiskari se 1483. god. tiska Misal po zakonu rimskog dvora na glagoljici. Marko Marulić je sa svojim "Institucijama" (1506.) i "Evanđelistarom" (1516.) među najzapaženijim europskim piscima svojega doba. U teškim situacijama u kojima se stanovništvo preseljavalo, a održavanje starih načina života je postalo teško izvedivo, prihvaćaju se spremno novi kulturalni trendovi iz Europe.

Zadnje dijelove svojega teritorija uz samu zapadnu granicu Kraljevine uspijeva hrvatsko plemstvo održati uz pomoć iz obližnjih dijelova Svetog Rimskog Carstva (njemačke narodnosti): od katastrofalnog poraza u Krbavskoj bitci 1493. do pobjede u Sisačkoj bitki 1593. traje Stogodišnji hrvatsko-turski rat u kojem je "ostatak ostatka" Hrvatske - uz znatnu, ali ne uvijek stabilnu pomoć s područja današnje Slovenije i Austrije - ipak opstao kao dio kršćanskog Zapada.
Nakon što su u vrijeme turskih osvajanja od svih banovina izvan dosega otomanske vlasti ostali još samo dio Slavonije i još manji dio  Hrvatske, ti su preostali dijelovi bili objedinjeni pod nazivom "Hrvatska i Slavonija", od 1558. godine više nema zasebnih banovinskih sabora nego ostaje samo jedinstveni sabor Hrvatske i Slavonije. Hrvatsko plemstvo - koje se u znatnom dijelu povlačilo iz područja koja su padala pod Turke, kako bi žilavo branilo preostala hrvatska područja - svoju težnju da povrati što veći dio svojih ranijih teritorija naznačuje službenim korištenjem naziva "Kraljevina Hrvatska, Dalmacija i Slavonija". Iz prve polovice 17. stoljeća imamo i u nekoliko primjera do danas očuvanih (na grobu bana Tome Erdödyja, u grbu obitelji Budor iz 1610., na taliru Cara Matije II. iz 1613.-1616.) zajedničkih grbova, koji sadrže heraldička obilježja i Hrvatske, i Slavonije, i Dalmacije. 

### Pod Habsburgovcima, nakon 1527.
Ugarsko-Hrvatsko kraljevstvo nakon katastrofalnog poraza u Mohačkoj bitci (1526.) nema više snage da se samostalno brani od Osmanskog Carstva.
Slavonski staleži su su se na svojem saboru održanom 23. rujna 1526. godine u Koprivnici odlučili staviti pod zaštitu austrijskog nadvojvode Ferdinanda, koji je zatim s knezom Krstom Frankopanom potpisao ugovor u kojemu pristaje braniti hrvatske prostore uz priznavanje postojećih povlastica hrvatskog plemstva. Potom je 31. prosinca 1526. godine hrvatski sabor u Cetinu uz prisustvo austrijskih predstavnika donio odluku da se izabere Ferdinanda za hrvatskog kralja a njegovu suprugu Anu za kraljicu "cijele Kraljevine Hrvatske"; odluka je proglašena prigodom svečane mise na samu Novu godinu 1527. Cetingradska povelja, koju su tom prilikom potpisali hrvatski velikaši i predstavnici Ferdinanda Habsburškog predstavlja jedan je od najvažnijih dokumenata u povijesti hrvatske državotvornosti ; pohranjena je u Austrijskom državnom arhivu u Beču. Povelju su svojim pečatima dodatno potvrdili kninski biskup i najvažniji hrvatski knezovi; na sredini se nalazi pečat Kraljevine Hrvatske sa 64 šahirana polja.
Nakon što su dobili pomoć od Ferdinanda I. Habsburškog (češkog kralja i austrijskog nadvojvode, koji će poslije postati carem Svetog Rimskog Carstva) koji je 1526. godine primio ugarsko-hrvatsku krunu svetog Stjepana, nastavlja se teško ratovanje na područjima Mađarske i Hrvatske. Iste 1528. godine kada Turci osvajaju Jajce i Banja Luku, pada i Obrovac. 1537. osvajaju Turci Klis, 1538. Nadin. U Slavoniji, 1536. osvajaju Osmanlije (Slavonski) Brod, Požegu i Novu Gradišku, 1543. Našice, Orahovicu, Valpovo i Pakrac, 1545. dio Moslavine (s Garićkim brdima), 1552. godine Čazmu. Do 1578. će teritorij Hrvatske uslijed osmanskih osvajanja biti sveden na 16.800 km2. Tek nakon što Turci  1593. god. doživljavaju Turci poraz u Bitki kod Siska, Hrvatska više ne gubi teritorije, nego ih postupno vraća.
1553. godine nadležnost za upravljanje nad hrvatskom Vojnom krajinom - koja zauzima značajni dio teritorija Hrvatske - prelazi na Dvorsko ratno vijeće u Grazu; čija će nadležnost trajati sve do 15. srpnja 1881. god.
Na strani Habsburgovaca su hrvatske i mađarske vojske izuzev protiv Turaka morale ratovati i drugdje u Europi, a propust Leopolda I. Habsburškog da pobjedu nad Turcima u Bitci kod sv. Gottharda (na austrijsko-mađarskoj granici) 1664. iskoristi za oslobođenje mađarskih i hrvatskih područja i njegovo istodobno provođenje (u Europi toga doba moderne) apsolutističke i centralističke politike potaknuli su ugarske i hrvatske velikaše da pokrenu Zrinsko-frankopansku urotu (1664.-1671.) s ciljem oslobađanja Ugarsko-hrvatskog kraljevstva od habsburške vladavine. Međutim je umjesto kraja habsburške vlasti nastupio kraj vodećih hrvatskih velikaških kuća Zrinskih i Frankopana; što će značajno oslabiti hrvatsku državu i kulturu. 
Nakon što je u Velikom turskom ratu 1683.-1689. oslobođeno od vlasti Otomanskog Carstva široko područje između rijeka Save, Drave i Dunava, uvriježilo se za ta novooslobođena područja koristiti naziv "Slavonija", a za županije u nekadašnjem zapadnom dijelu Slavonije (koje se nisu bile našle pod turskom vlasti) se počelo sada koristiti naziv "Hrvatska".
Tijekom 18. stoljeća se - u ozračju apsolutne ("prosvijećene") monarhije - poduzimaju razne reforme. Međimurje je pod civilnom vlasti Ugarske, premda je i dalje pod crkvenom nadležnosti Zagrebačke biskupije. 1776. godine Marija Terezija osniva Severinsku županiju (sa sjedištem u Mrkoplju), koja obuhvaća teritorij Gorskog kotara i dijela Primorja koji još od sloma Zrinsko-frankopanske urote pred sto godina bio pod upravom Carske komore; toj županiji pripada Rijeka, a od 1777. i Bakar, Bakarac i Kraljevica. Međutim odlučuje Marija Terezija već 1779. godine Rijeku staviti pod nadležnost vlasti Ugarske kao na jedan nejasan način izdvojeno tijelo - "corpus separatum"; prosvjetni i sudbeni poslovi u Rijeci međutim ostaju pod nadležnošću Hrvatske. Hrvatski velikaši svoju autonomiju od Beča i dalje brane u suradnji s Ugarskom, u čijem parlamentu od 1790. godine prevladavaju težnje da se od Ugarske stvori nacionalna mađarska država; predstavnici Hrvatske se protive razvoju u kojem bi njihova zemlja izgubiti svoj subjektivitet. Spor tinja desetljećima, uz hrvatsku spoznaju da je u objektivnim okolnostima toga vremena Hrvatska još preslaba da bi se izborila za neku uvjerljiviju samostalnost od one zapravo municipalne i lokalne koju je tradicionalno uživala.
Tijekom Napoleonskih ratova 1809. godine civilna Hrvatska izgubila je teritorij južno od Save koji je pripojen Ilirskim provincijama pod francuskom vlašću. Nakon francuskog poraza, to je područje 1816. godine uključeno u austrijsku Kraljevinu Iliriju, te je pod upravu Hrvatske vraćeno njegov dio 1822. godine. Međutim je i tada područje suvremene Dalmacije ostalo pod izravnom upravom Beča, kao i područje Istre: na oba ova područja uz Jadran će - nakon što se neko vrijeme forsiralo posve strani njemački - ostavile austrijske vlasti talijanski službenim jezikom, a obrazovanje na hrvatskom jeziku se teško uspostavljalo, osobito u Istri i na kvarnerskim otocima.
Za vrijeme Previranja u Europi 1848. godine, mađarska elita nastoji od bečkog dvora iznuditi političke ustupke, koje Mađarskoj privremeno osiguravaju status de facto samostalne države. Kako je bečki dvor priznavao Hrvatsku kao zemlju podložnu mađarskoj kruni, Mađarski sabor je u travnju 1848. god. odlučio bez suglasnosti Hrvatske priključiti slavonske županije izravno Mađarskoj, dok bi uža Hrvatska zadržala tek prividnu autonomiju. U isto doba je u Zagrebu održano zasjedanje "Velike narodne skupštine" na kojoj je prihvaćena peticija "Zahtijevanja naroda" od 25. ožujka 1848., u kojoj se tražilo sjedinjenje Dalmacije i Vojne krajine s Hrvatskom i Slavonijom, hrvatska samostalnost od Ugarske u nekim važnim državnim poslovima, opće izborno pravo, ukidanje kmetstva i povlastica plemstva, "slobodu, štampe, věre, učenja i govora." Napetosti će voditi do rata između Hrvatske i Ugarske 1848. godine. Nakon poraza Ugarske, car Franjo Josip I. koji će nameće potom kako Ugarskoj, tako i Hrvatskoj tzv. Bachov apsolutizam, u kojem se cijelo desetljeće nastojalo ne samo na centralizaciji vlasti (zapravo, ukidanju lokalnih samouprava), nego i na germanizaciji.

## Trojedna Kraljevina (1868. – 1918.)
1861. godine je sazvan u Zagrebu Hrvatski sabor, koji je u formi zakona ("Član 42. Sabora iz 1861.") proglasio svoje zahtjeve za federalnim položajem Hrvatske, kod čega će se Dalmacija (koju je Austrijsko carstvo pripojilo nakon kraja Mletačke Republike) i područja hrvatske i slavonske Vojne Krajine staviti pod nadležnost vlasti Kraljevine Hrvatske, Slavonije i Dalmacije, te gdje se ima pregovarati između Ugarske i Hrvatske o tome kakve će biti njihove međusobne veze. Car Franjo Josip I. je Hrvatski sabor ubrzo raspustio, kao što je učinio i s Ugarskim saborom.
Godine 1868. Hrvatsko-Ugarskom nagodbom se za službeni naziv Hrvatske određuje ime Trojedna Kraljevina Hrvatska, Slavonija i Dalmacija.
Ranijom Austro-Ugarskom nagodbom iz 1867. je bilo uređeno da će s Ugarskom u vezi biti njene "posestrime kraljevine", ali nije spomenuto koje su to točno. Naposljetku je uspostavljeno stanje u kojemu Istra (uključivo njen dio koji je ranije bio pod Venecijom, a potom pod Napoleonovim Ilirskim Provincijama) i Dalmacija ostaju u austrijskom dijelu Carstva - ali Habsburški dvor svejedno priznaje Hrvatsku kao Trojednu Kraljevinu Hrvatsku, Slavoniju i Dalmaciju. U kompliciranim pregovaranjima između Beča, Pešte i Zagreba, u bečkoj je Dvorskoj kancelariji preko teksta Ugarsko-hrvatske nagodbe dogovorenoga između Zagreba i Pešte skandalozno zalijepljen novi tekst, tzv. "Riječka krpica", kojim je falsificiran sadržaj izvorne odredbe o statusu područja Rijeke i predviđen specijalni status Rijeke kao područja kojim se upravlja izravno iz Pešte; taj će provizorij trajati 50 godina, koliko će postojati i Austro-Ugarska. 

### Kraj po završetku I. svjetskog rata 1918.: Država Slovenaca, Hrvata i Srba
Hrvatsko kraljevstvo je prestalo postojati nakon što je 29. listopada 1918. godine donijeta Odluka Hrvatskoga sabora o raskidu državnopravnih odnosa s Austro-Ugarskom koja ostvaruje svoju potpunu neovisnost od Austrije i Ugarske, ali istodobno pristupanju u - tom Odlukom efektivno osnovanu - Državu Slovenaca, Hrvata i Srba. Država SHS je obuhvaćala - ili barem pretendirala obuhvatiti sve one dijelove bivše Austro-Ugarske nastanjene Slovencima, Hrvatima i Srbima - Hrvatsku s Međimurjem, Slavoniju, Dalmaciju, Istru, Rijeku, Trst, Korušku, Kranjsku, Štajersku, Gorišku i Gradišku, Bosnu i Hercegovinu te Vojvodinu (Bačku, Baranju i Banat). Nakon osnivanja Države SHS, čiji su Hrvatska, Slavonija i Dalmacija bili dio, prestali su državnopravni odnosi Hrvatske s Ugarskom koji su uspostavljeni još vrlo davne 1102. godine, kao i državnopravni odnosi Hrvatske s Austrijom koji su uspostavljeni 1527. godine.
Hrvatski Sabor - koji je i nadalje nastavio postojati do kraja Države SHS - je prava na upravljanje novom državom (s dotadašnjih Austro-Ugarskih tijela) prenio na Narodno vijeće Slovenaca, Hrvata i Srba, kao vladu u čijem su radu sudjelovali i zastupnici birani ranijih godina u predstavnička tijela iz drugih južnoslavenskih dijelova Austro-Ugarske. Narodno vijeće je, prema vlastitim političkim planovima utjecajnog člana Narodnog vijeća Svetozara Pribičevića, raspuštalo sebi vjerne vojne postrojbe, a u isto vrijeme već 3. studenog 1918. god. službeno poziva Kraljevinu Srbiju da pošalje na njen teritorij svoje vojne snage - nakon čijeg dolaska su lokalni Srbi u Srijemu, Bačkoj i Banatu proglasili sjedinjenje sa Srbijom. Na terenu je odnos vojnih snaga Države i SHS i pridošlih, u najvećem broju srbijanskih vojnika - koji su se nerijetko ponašali kao okupatori - bio narušen tako da je Odjel za narodnu obranu početkom prosinca morao izričito narediti da su pripadnici vojske Države SHS dužni pozdravljati vojnike srbijanske i drugih Antantinih vojski; što vojnici Države SHS nerijetko demonstrativno nisu bili činili.
Narodno Vijeće Države SHS će nakon 33 dana njenog postojanja, 1. prosinca 1918. god. u Beogradu priopćiti srpskom prjestolonaljedniku Aleksandru Karađorđeviću o svojoj volji za "ujedinjenje cjelokupnog naroda Slovenaca, Hrvata i Srba u jedinstvenu Jugoslavensku državu, pod vladavinom kralja Petra I., odnosno prestolonasljednika Aleksandra kao Regenta"; pristankom Regenta i prihvaćanjem (aklamacijom) u skupštini Kraljevine Srbije nastala je nova Kraljevina SHS.
Tjedan dana ranije, na zadnjoj sjednici Hrvatskog sabora - to se zakonodavno tijelo nije bilo raspustilo povodom osnivanja Države SHS, a hrvatski ban Antun Mihalović je nastavio obnašati dužnost -  24. studenog 1918. god. je Stjepan Radić, tada saborski zastupnik i vođa male Hrvatske pučke seljačke stranke, održao znameniti govor u kojemu ukazuje da hrvatski narod ne želi jedinstvenu državu sa Srbijom i pod srpskim kraljem: "Naš je hrvatski seljak a to je devet desetina hrvatskoga naroda u ratu postao potpun čovjek, a to znači da neće više nikomu služiti, nikomu robovati, ni tuđinu ni bratu, ni tuđoj ni svojoj državi, nego hoće da se u ovo veliko doba država uredi na slobodnom republikanskom i na pravednom, čovječanskom (socijalnom) temelju. I vi, vas šaka gospode, vi se tomu protivite!... I vi nimalo ne osjećate da je nepametno, da je nerazumno, da je upravo ludo činiti nešto i bez naroda, a kamoli protiv naroda... Vi ćete otići u Beograd. Vi ćete bez hrvatskoga naroda i protiv njegove volje proglasiti jedinstvenu (centralističku) državu i bez ikakvoga straha i srama vi ćete vladati na temelju starih austrijskih i madžarskih nevaljanih i nepravednih zakona i pomoću starih, pokornih i pokvarenih činovnika. A možda ćete vladati bez ikakvih zakona, samo silom i samovoljom...Čim dođe do prvih izbora, kakvi god oni bili, za konstituantu ili obični sabor, narod neće više birati takve gospode koja su pogazila sva svoja obećanja i sve svoje programe i koja su mu, bez ikakvoga pitanja, narinula svu staru silu, krivicu i otimačinu... Još nije prekasno! Ne srljajte kao guske u maglu! Ne zaključujte jedinstvene vlade s Kraljevinom Srbijom... Gospodo! Najstrašnija je stvar, najveći je grijeh i najveća politička pogreška svoj rođeni narod stavljati pred gotove činjenice, to jest voditi politiku po gospodskoj svojoj voljici, bez naroda i protiv naroda. Ako to ne vjerujete, dao Bog svima poživjeti toliko to neće biti dugo da vidite kako će hrvatski narod u svojoj republikanskoj i čovječanskoj svijesti vas otpuhnuti baš u času kad ćete misliti da se narod smirio, a vi da ste ga dobro zajahali."
Ujedinjenjem Države SHS s Kraljevinom Srbijom u Kraljevstvo Srba, Hrvata i Slovenaca (tj., od 1929., Kraljevinu Jugoslaviju), prestali su postojati kako Kraljevina Srbija, tako i Država SHS kao sljednica Trojedne Kraljevine Hrvatske, Slavonije i Dalmacije.

## Spomen

### 1000. obljetnica (1925.)
Godine 1925. diljem Kraljevine SHS i drugim zemljama gdje Hrvati obitavaju održano je stotine događaja i proslava te su postavljene brojne spomen-ploče povodom tisućite obljetnice Hrvatskoga Kraljevstva.

### 1100. obljetnica (2025.)
Dana 14. ožujka 2024. godine Hrvatski sabor jednoglasno je usvojio zajedničku inicijativu Matice hrvatske i Družbe »Braća Hrvatskoga Zmaja« te donio Odluku o proglašenju 2025. godine »Godinom obilježavanja 1100. obljetnice Hrvatskoga Kraljevstva«. Podršku su dali i Ministarstvo znanosti i obrazovanja RH te Ministarstvo kulture i medija RH, kao i Vlada Republike Hrvatske.

## Napomene
1. ↑  Obično se smatra prvim hrvatskim kraljem.
2. 1 2  Posljednji.
3. ↑  Hrvatsko-ugarska personalna unija službeno je dokinuta Trinanonskim ugovorom iz 1920. godine.[38]

## Vanjske poveznice
- Diplomatički zbornik Kraljevine Hrvatske, Dalmacije i Slavonije Codex Diplomaticus I- XVIII, ur. Tadija Smičiklas, Milan Šufflay, E. Fermendžin, Ferdo Šišić, B. Krnic, J. Lučić, Mirjana Matijević Sokol, Vesna Gamulin Tudjina (scan), kod "Internet Archive". Pristupljeno 4. kolovoza 2025.